# Poliosis
Poliosis bezeichnet die Weißverfärbung von Körperhaaren wie Wimpern, Brauen,  Kopf- oder Schamhaar. Sind nur einzelne Haarsträhnen betroffen, spricht man von einer Poliosis circumscripta. Die Pigmentstörung hat für sich allein keinen Krankheitswert. Sie kann jedoch als Symptom des Vogt-Koyanagi-Harada-Syndroms, des Waardenburg-Syndroms, der Tuberösen Sklerose oder des Albinismus auftreten.

## Galerie

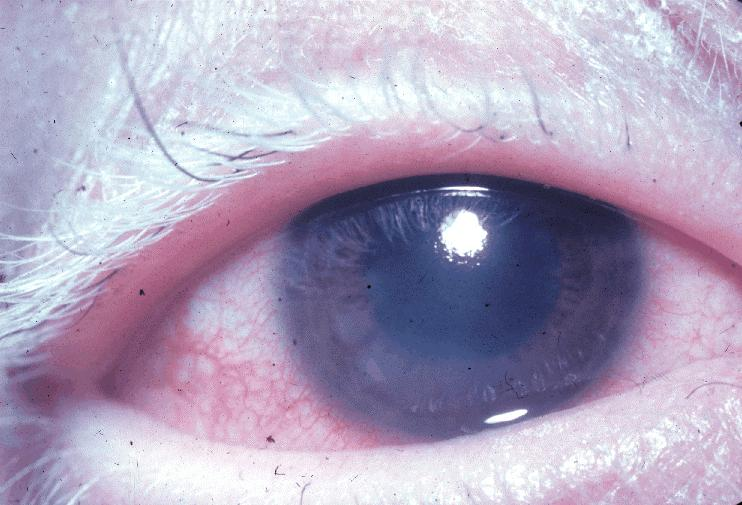
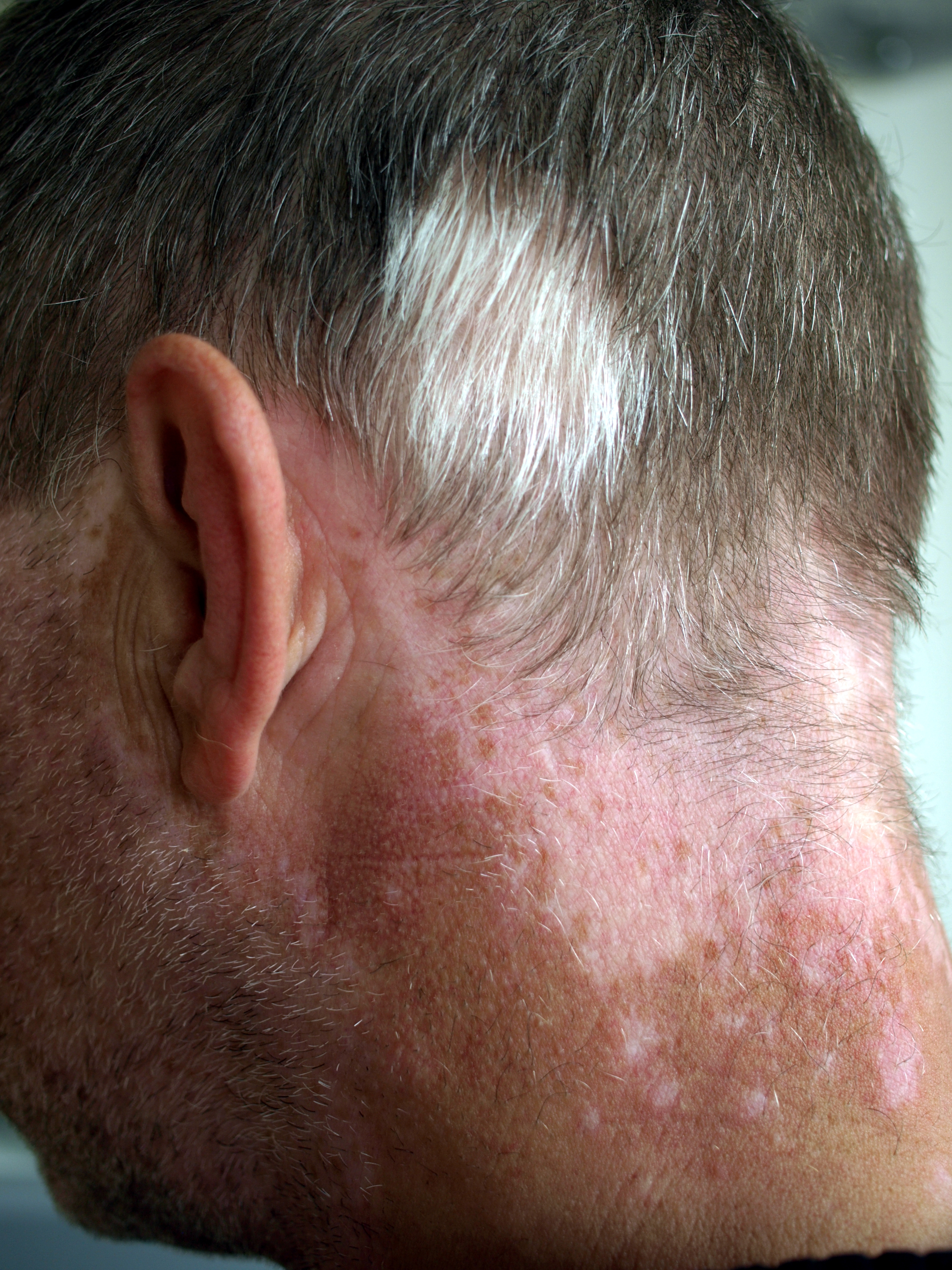